# هيدان (دلغان)
هيدان (بالفارسية: هیدان) هي قرية تقع في قسم هوديان الريفي (مقاطعة دلغان) في إيران. يقدر عدد سكانها بـ 375 نسمة بحسب إحصاء 2016.